# Esther Haase
Esther Haase (Brema, 20 febbraio 1966) è una fotografa di moda tedesca.

## Origini e Formazione
Haase è figlia di un professore d´arte e di una illustratrice. È la maggiore delle tre figlie.
Trascorre la sua infanzia a Brema, dove dedica la sua adolescenza al pattinaggio artistico. Dal 1981 studia danza a Colonia. Per due anni lavora come ballerina in un teatro di Brema, per poi concludere con successo il suo percorso accademico diplomandosi in fotografia nel 1993.
La creativita´dei genitori risulta essere un fattore molto importante, che influenya la sua crescita artistica come ballerina e nellésperienza dietro le quinte.
Haase vive oggi ad Amburgo con i suoi due figli, benche´ per motivi lavorativi sia spesso a Londra.

## Carriera lavorativa
Dal 1993 lavora autonomamente come fotografa a livello internazionale. Durante gli studi, la Haase si occupa gia´come trainer per la versione tedesca di Vogue Uomo a Monaco, assistita da diversi fotografi e produttori del padre. Guadagna Il suo primo ingaggio fotografico collaborando con lázienda parigina Thomson. 
Nel 1998 si sposta a Cuba per conto della rivista Stern, dove attraverso le sue foto si fa conoscere non soltanto nelle diverse testate giornalistiche, ma anche in diverse gallerie. I suoi lavori vengono mostrati in mostre nazionali e mondiali, tra le quali Londra, New York, Berlino, Amburgo e Amsterdam. Attraverso ulteriori viaggi a Cuba e in Argentina, accresce la sua opera fotografica.
La Haase prosegue la sua carriera occupandosi di ritrarre le vite di personaggi pubblici, come Diane Kruger, Katarina Witt, Hildegard Knef, Karl Lagerfeld, Christine Kaufmann, Franka Potente o la cancelliera tedesca Angela Merkel, stilisti dalla fama mondiale come Domenico Dolce e Stefano Gabbana, Donatella Versace, Roberto Cavalli, Vivienne Westwood, musicisti come Marilyn Manson, Emma, Nena, cosiccome cantanti d´opera come Anna Netrebko, celebrita´come Dita von Teese, Michelle Hunziker o attrice Jessica Alba.
Punto centrale del lavoro della fotografa sono le produzioni per conto di importanti riviste di moda, come le italiane Vanity Fair e Grazia, il magayine francese Madame Figaro, la versione tedesca di Elle, Vogue India, cosiccome per nomi ben conosciuti nella moda come Victoria's Secret, Guess?, Laura Biagiotti, Escada e Wonderbra. Inoltre, ha dato il suo contributo fotografico in Campagne di grandi firme come Moët et Chandon, Chopard, Mercedes-Benz, Chrysler. Glamour, grande vitalita, erotismo e senso dell´umore contraddistinguono in suo lavoro. Federico Fellini, Helmut Newton e Peter Lindbergh appartengono alla sua formazione.

## Libri
- Esther Haase, Beate Wedekind, Sophie Albers, Jackie Hardt: Amazonen edited by Nadine Barth (2011), KEHRER
- Esther Haase: Rock'n Old (2010), KEHRER
- Esther Haase: Stories (2007), Hachmannedition
- Esther Haase: SexyBook (2006), Scalo
- Esther Haase: Fashion in Motion edited by Wolfgang Behnken (2000), Edition Stemmle